# イツトリ
イツトリ(Itzli,Itztli)は、アステカ神話に伝わる神。
生贄の儀式用に使われた黒曜石のナイフを司る。
夜の神々の九柱の内の二番目として、テスカトリポカに仕える。
また、テスカトリポカと同一視される。